# Зеленоградский (ледовый дворец спорта)
Ледовый дворец «Зеленоградский» (также физкультурно-оздоровительный комплекс «Ледовый») — спортивное сооружение в Зеленоградском административном округе города. Открыт 17 апреля 2009 года.
Во дворце проводит домашние матчи ХК «Зеленоград», выступающий в дивизионе Б Молодёжной хоккейной лиги. Единственный в лиге дворец спорта с площадкой образца НХЛ. Вмещает 500 зрителей: 330 сидячих и 170 стоячих мест. Это самая маловместительная арена Первенства МХЛ.
К 2013 году запланировано расширение ледового дворца: планируется возведение пристройки и открытой многофункциональной спортивной площадки размером 60×30 метров.

## Характеристики
- Вместимость: 500 зрителей
- Размеры площадки: 60,96×25,90 м
- Общая площадь 3 800 м2[1]